# Amuru (district)
Amuru is een district in het noorden van Oeganda.
Amuru telt 177.783 inwoners.